# جولیان بنت (بازیکن فوتبال)
جولیان بنت (انگلیسی: Julian Bennett؛ زادهٔ ۱۷ دسامبر ۱۹۸۴) بازیکن فوتبال اهل بریتانیا است.
از باشگاه‌هایی که در آن بازی کرده‌است می‌توان به باشگاه فوتبال شفیلد ونزدی، باشگاه فوتبال ناتینگهام فارست، باشگاه فوتبال کریستال پالاس، باشگاه فوتبال ساوتند یونایتد، باشگاه فوتبال والسال، و باشگاه فوتبال شروزبری تاون اشاره کرد.